# Bobłowo
Bobłowo (biał. Боблава; ros. Боблово) – wieś na Białorusi, w obwodzie grodzieńskim, w rejonie wołkowyskim, w sielsowiecie Roś.
Dawniej wieś i folwark. W dwudziestoleciu międzywojennym leżało w Polsce, w województwie białostockim, w powiecie wołkowyskim, w gminie Roś.